# 20632 Карліроссер
20632 Карліроссер (20632 Carlyrosser) — астероїд головного поясу, відкритий 2 жовтня 1999 року.
Тіссеранів параметр щодо Юпітера — 3,459.